# テゴマスの青春
『テゴマスの青春』（テゴマスのせいしゅん）は、テゴマスの4枚目のオリジナルアルバム。2014年1月22日にジャニーズ・エンタテイメントから発売。

## 概要
- 2020年6月19日に手越祐也がジャニーズ事務所との契約を解除し、グループが事実上の解散となったため、本作でラストアルバムとなった。

## 封入特典

### 初回盤
- 28Pブックレット

### 通常盤
- 16Pブックレット

## 収録曲

### CD
※は通常盤のみ収録。シングル曲の詳細はそのページを参照。
1. 蒼色ジュブナイル
作詞：縄田寿志 作曲：徳岡慶也(from DEPAPEPE) 編曲：DEPAPEPE, 縄田寿志
2. ハルメキ
作詞：zopp 作曲：TAKA3 編曲：江口 亮
3. いつかの街
作詞：Jem 作曲：山田智和, 渡辺拓也, 森 浩太, 小路 隆 編曲：石塚知生
4. DONUTS
作詞：安岡 優(from ゴスペラーズ) 作曲：村上てつや(from ゴスペラーズ) 編曲：竹本健一
5. ファンタジア
作詞：森たまき 作曲：小松清人 編曲：亀田誠治
6. タイムマシン
作詞：zopp 作曲：鈴木健太朗 編曲：h-wonder
7. サヨナラにさよなら
作詞・プロデュース：松尾 潔 作曲：松尾 潔・豊島吉宏 編曲：Maestro-T
  - 6thシングル
8. 少年 ～Re:Story～
作詞・作曲・編曲：竹内雄彦
9. innocence
作詞：竹内雄彦 作曲：近藤 薫 編曲：鈴木雅也
10. 猫中毒
作詞：Puru 作曲：Daan Speelman, Joost Speelman, Lars Boom 編曲：船山基紀
  - 7thシングル
11. 色鮮やかな君が描く明日の絵
作詞・作曲：Jem 編曲：鈴木雅也
12. ヒカリ
作詞：真部小里 作曲：TAKA3 編曲：石塚知生
  - 本作のリードトラック
  - 日本テレビ系『PON!』1月度エンディングテーマ
13. きれいごと※
作詞・作曲：齊藤 慶 編曲：石塚知生
14. 月の友達※
作詞：増田貴久 作曲：手越祐也 編曲：知野芳彦

### DVD
※初回盤のみ収録
1. 「ヒカリ」Music Clip
2. 「ヒカリ」Making & Interview